# Sven Vandousselaere

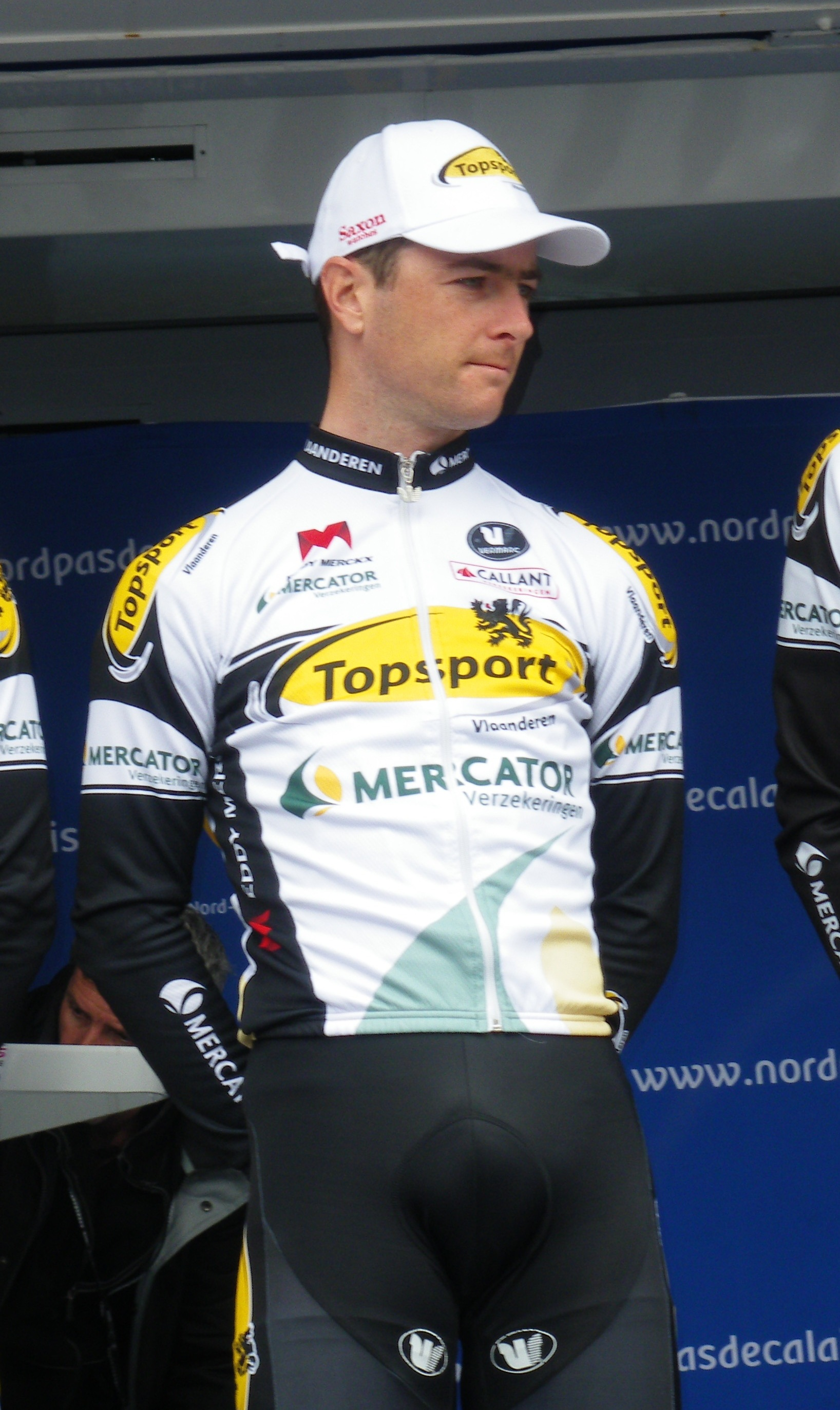
Sven Vandousselaere bei den Vier Tagen von Dünkirchen 2012

Sven Vandousselaere (* 29. August 1988 in Brügge) ist ein ehemaliger belgischer Radrennfahrer.
Sven Vandousselaere gewann 2003 und 2004 jeweils eine Etappe bei dem luxemburgischen Junioren-Rennen Critérium Européens des Jeunes. Im Jahr 2006 gewann er Etappen bei dem Ster van Zuid-Limburg, dem Giro della Toscana, den Driedaagsen van Axel und bei Kroz Istru. Außerdem gewann er die Juniorenausgabe der Flandern-Rundfahrt und den Omloop Mandel-Leie-Schelde.
Im Erwachsenenbereich fuhr Vandousselaere 2007 bis 2010 für das belgische Continental Team Davitamon-Win for Life-Jong Vlaanderen. In seinem ersten Jahr dort gewann er eine Etappe und das Mannschaftszeitfahren bei der Volta a Lleida. Im Jahr 2009 gewann er eine Etappe der Tour du Loir-et-Cher und 2010 eine Etappe Tour de Normandie.
Für ein Jahr, 2011, war Vandousselaere bei einem UCI ProTeam unter Vertrag, der Mannschaft Omega Pharma-Lotto. Sowohl in diesem Jahr als auch in den folgenden drei Jahren bei kleineren Teams gewann er keine internationalen Rennen mehr und beendete nach der Saison 2014 seine Radsportkarriere.

## Erfolge
2007
- eine Etappe und Mannschaftszeitfahren Volta a Lleida

2009
- eine Etappe Tour du Loir-et-Cher

2010
- eine Etappe Tour de Normandie

## Teams
- 2007 Davitamon-Win for Life-Jong Vlaanderen
- 2008 Davitamon-Lotto-Jong Vlaanderen
- 2009 Jong Vlaanderen-Bauknecht
- 2010 Jong Vlaanderen-Bauknecht
- 2011 Omega Pharma-Lotto
- 2012 Topsport Vlaanderen-Mercator
- 2013 Topsport Vlaanderen-Baloise
- 2014 Vastgoedservice-Golden Palace Continental Team